# Gunnar Weimarck
Karl Gunnar Henning Weimarck, född den 25 januari 1936 i Lund, död den 30 juni 2021 i Göteborg, var en svensk botaniker. Han var son till Henning Weimarck. Auktorsnamnet G.Weim. kan användas för Gunnar Weimarck i samband med ett vetenskapligt namn inom botaniken; se Wikipediaartiklar som länkar till auktorsnamnet.
Weimarck promoverades till filosofie doktor vid Lunds universitet 1971 och var docent där 1972–1983. Han var prefekt vid Göteborgs botaniska trädgård och professor i botanik, särskilt systematik och växtgeografi vid Göteborgs universitet 1983–2000 och därjämte förvaltningschef vid Göteborgs botaniska trädgård och Göteborgs naturhistoriska museum 1998–2000. Weimarck var redaktör för Botaniska notiser 1972–1975 och 1980, för Nordic Journal of Botany 1980–1984. Han invaldes som ledamot av Vetenskaps- och Vitterhetssamhället i Göteborg 1986. Weimarck publicerade skrifter i systematisk botanik, växtgeografi och populärvetenskap. Han medverkade i läroböcker. Weimarck vilar på Västra Frölunda kyrkogård.